# Головченко, Александр Демьянович
Головченко Александр Демьянович (род. 2 ноября 1928, д. Степковка, Первомайский район Одесская область, УССР, СССР) — директор Мурманского судоремонтного завода, депутат Мурманского городского Совета народных депутатов, кавалер ордена Ленина, почётный гражданин города-героя Мурманска.

## Начало жизненного пути
Александр Головченко родился в селе Степковка Одесской области (в настоящее время территория Николаевской области) Украины в семье рабочего. Отец его в то время работал счетоводом на строительстве Первомайской ГЭС; мать — домохозяйка.
В начале Великой Отечественной войны отец был мобилизован в Красную армию. При приближении фронта Александр и остальные члены семьи эвакуировались в Новгородскую область, где пробыли до освобождения Украины от войск Германии и её сателлитов, после чего вернулись на родину. В 1947 году Александр после окончания с отличием первомайской средней школы поступил на механический факультет Одесского института инженеров морского флота (ныне Одесский национальный морской университет). По окончании в 1952 году института был распределён в Мурманск на должность инженера-технолога морского флота Мурманского судоремонтного завода.
Мурманский судоремонтный завод сильно пострадал во время Великой Отечественной войны. К 1952 году на территории завода из довоенных построек завода осталось только одно небольшое здание; имелось также несколько деревянных построек. Причалы находились в разрушенном состоянии. Суда швартовались к сохранившимся кустам свай. Новонабранный коллектив завода был малоопытным, у рабочих не было навыков работы с дизелями.
Прибыв на завод, Александр Головченко активно включился в деятельность по восстановлению и дальнейшему развитию предприятия, обучению и повышению квалификации персонала. Судоремонтники под его руководством осваивали новые технологии, новые приёмы и методы труда.
Хорошая инженерная подготовка, энергичность, прекрасные организаторские способности, в сочетании с ответственным отношением к делу, трудолюбием, новаторскими устремлениями способствовали достаточно быстрому продвижению молодого специалиста по служебной лестнице. Начавший трудовой путь с должности технолога, Александр Демьянович вскоре был назначен начальником цеха, потом начальником отдела технического контроля, затем главным инженером. Спустя немногим более десяти лет после окончания ВУЗа, в 1963 году, Александр Головченко становится директором Мурманского судоремонтного завода.

## Директор завода
На должности директора завода Александр Демьянович проработал 26 лет. Под его руководством проведена реконструкция, строительство второй очереди предприятия; осуществлено оснащение завода мощными судоподъёмными механизмами, закончено оборудование плавучей мастерской. При реконструкции много внимания уделялось рационализации производства улучшению условий труда. Реконструкция имевшихся цехов позволила обеспечить дополнительный выпуск продукции за счёт рационального использования производственных площадей. Так, например, в литейном цехе была сооружена новая электропечь для плавки цветных металлов, что позволило увеличить мощность участка, повысить качество литья. После модернизации завод мог производить доковый ремонт большинства видов судов пароходства.
Ударный труд успешно выполнившего задание семилетки коллектива судоремонтного предприятия был высоко оценён государством. Группа работников завода была представлена к высоким правительственным наградам. Среди награждённых был и Александр Демьянович Головченко, получивший свой первый орден Трудового Красного Знамени.
В последующие годы завод под руководством А. Д. Головченко продолжил наращивать объёмы производства. В годы 8-й пятилетки среднегодовой выпуск продукции по сравнению с 1965 годом увеличился в 1,8 раза; в 9-й пятилетке, по сравнению с показателями 8-й,  — почти в 5 раз. Осенью 1969 года на завод был прибуксирован построенный в Югославии док грузоподъемностью 28 тысяч тонн. После его прибытия завод мог производить докование мощных ледоколов, выполнять сложные ремонты корпуса, машин и механизмов на всех судах. Подъём первого судна в новый док — ледокола «Мурманск», был успешно осуществлён за день до Нового 1970 года. За период 9-й пятилетки рационализаторами было внедрено 1589 предложений, сэкономивших производству около 1 миллиона рублей. 8 рационализаторов были награждены медалями ВДНХ. Завод за эти годы стал одним из наиболее технически оснащённых судоремонтных предприятий Севера РСФСР.
В 10-й пятилетке завод продолжил наращивать показатели. Были введены в строй блок № 1 площадью 1590 квадратных метров, мощный плавдок, ацетиленовая станция, 3 портальных крана. За 5 лет было сэкономлено: топлива — 2684 тонны (условного топлива), тепловой энергии — 11 142 гигакалорий, электроэнергии — 2438 тысяч киловатт-часов. 11-я пятилетка также стала успешной для предприятия. Из ремонта суда были выпущены в общей сложности на 6343 суток раньше планировавшегося времени. Суммарный экономический эффект от использования изобретений и рационализаторских предложений за пятилетку составил 1127,6 тысяч рублей. Завод продолжал регулярно участвовать в экспозициях ВДНХ, три раза его экспонаты там отмечались дипломами, семь сотрудников предприятия были награждены серебряными медалями. Собственные разработки завода были отмечены одиннадцатью авторскими свидетельствами. По итогам Всесоюзного социалистического соревнования за 1985 год заводу было присуждено I место и переходящее Красное знамя Министерства морского флота и ЦК отраслевого профсоюза. За 1980-е годы заводом было сдано в эксплуатацию 54 судна. Отремонтировано 24 судна ледокольного и транспортного флотов.

## Общественная деятельность
Помимо активной производственной, Александр Демьянович Головченко занимался и общественной деятельностью. Он неоднократно избирался депутатом городского Совета, проведя в общей сложности на муниципальной работе 26 лет. В течение нескольких лет Головченко возглавлял постоянную комиссию по жилищнокоммунальному хозяйству и благоустройству города. Был членом районного комитета народного контроля, заместителем председателя областного Комитета защиты мира.
По заказам подразделений горисполкома коллективом возглавляемого Александром Демьяненко судоремонтного завода было изготовлению множество различных изделий для городских нужд: освещения, озеленения, благоустройства улиц.
Судоремонтный завод взял шефство над городскими школами № 34 и № 45, оказывая значительную помощь данным учебным заведениям. Работа предприятия со школами отмечалась как одна из лучших в городе. Значительное внимание Александр Демьянович уделял развитию гражданской обороны, физической культуры и массового спорта в городе.
В 1988 году Александру Демьяновичу Головченко было присвоено звание Почётный гражданин города-героя Мурманска.
После выхода в 1989 году на пенсию А. Д. Головченко вернулся на Украину, поселился в Одесской области.

## Награды
Трудовая и общественная деятельность Александр Демьяновича Головченко была отмечена рядом наград:
- Орден Ленина
- Два ордена Трудового Красного Знамени
- Почётная грамота Президиума Верховного Совета РСФСР
- «Заслуженный работник транспорта РСФСР»
- Знак «Почётному работнику морского флота»
- «Отличник народного образования»
- «Отличник Гражданской обороны СССР».